# 岡澤アキラ
岡澤 アキラ（おかざわ アキラ、1993年8月4日 - ）は、福岡県と山口県を拠点に活動しているタレント、モデル。福岡県太宰府市出身。所属事務所はノーメイク。
身長186cm、血液型はO型。

## 来歴
高校1年生の時に担任の教師の勧めから、定期券を使用して移動できる範囲で芸能事務所を探し、福岡のタレントプロダクション・ノーメイクに所属。
2016年10月、テレビ西日本の一般応募オーディションで『ももち浜ストア』への出演が決まる。同番組では「うどんMAP」のコーナーを担当。
2019年6月 - 10月、テレビ西日本のワールドカップ世界柔道・世界バレーの応援アンバサダーに就任。
2020年2月、テレビ西日本イメージキャラクターに抜擢され、同年12月1日に嘉麻警察署の1日警察署長を務めた。
2022年9月21日、同日放送の『ももち浜ストア』内で結婚を発表。

## 出演

### テレビ番組

#### 現在
- バリはやッ！ - 2025年4月より月～木のメインMCを務める[6]（福岡放送）

#### 過去
- ももち浜ストア（テレビ西日本） - 水曜「うどんMAP」のコーナー担当。2020年4月から2025年3月まで番組MCを兼任していた[7][6]。
- うどんMAPサタデー（テレビ西日本）
- サタデーマガジン（テレビ山口）
- みんなでつながる ぽてっとダンスTV（TVQ九州放送）

### テレビドラマ
- キキミミメシ（2022年3月31日、テレビ西日本） - うどん居酒屋の客・岡澤 役[8]

### ラジオ番組
- 〜Ultra Radio Connection〜DIG!!!!!!!!FUKUOKA（FM FUKUOKA） - 水曜担当（2020年4月 - 2023年3月）

### WEB
- 岡澤アキラのふかぼりっ！福岡県（ふくおかインターネットテレビ）

### CM
- 二鶴堂「博多の女」（2016年）[9][10]
- テレビ西日本「アツアツ8チャンネル」
- 山口県消費生活センター
- ほっともっと「手羽から揚げ」編
- Good不動産
- 九大進学ゼミ
- 萩市
- サニクリーン九州「ウォーターサーバー」
- オオスキ現場市場 - イメージキャラクターも兼任
- 北九州市×テレビ西日本（うどんMAP）「公共交通利用促進」キャンペーン
- い･ろ･は･す
- FACE GROUP「FACE」
- ラクスル （2025年）[11]

### スチールモデル
- ブライダル情報誌「メロン」 - CMにも出演（2012年放送）
- ホテルセントラーザ「ブライダルフェア」
- イオン九州 モデル

### MV
- 立川翼「あゆみあい」(2021年)[12]

### イベント
- 島原学生駅伝〜襷でツナグ青春〜（長崎国際テレビ） - ナレーション
- 西日本やきとり祭りin長門 2016（テレビ山口） - ナレーション
- 次世代ワールドホビーフェア・バンダイナムコゲームス - MC
- 小郡混声合唱団 第9回演奏会（2016年12月18日） - MC[13]

### 舞台
- 演劇集団フリーダム15周年記念公演 第1弾「大家族」（2018年1月）
- 演劇集団フリーダム15周年記念公演 第2弾「MAKOTO」（2018年5月）
- 博多座 コンドルズ公演「FLY AGAIN」（2018年8月）
- 博多座「めんたいぴりり」（2019年4月）
- ノーメイク劇団タレントチーム・すっぴん！「正義のHEROゴッターズ」（2019年6月）
- 万能グローブ ガラパゴスダイナモス「ナイス・コントロール」（2019年7月）